# 善化啤酒廠
善化啤酒廠為臺灣菸酒公司旗下的啤酒生產工廠，廠址位於臺灣臺南市善化區台1線與市道178號交叉路口。是臺灣菸酒公司於南臺灣最重要的啤酒生產線，生產量佔臺灣菸酒啤酒總產量約38%，總佔地面積為17.787公頃。

## 沿革
善化啤酒廠前身為臺灣省菸酒公賣局成功啤酒廠。1960年代臺灣啤酒市場銷售量逐步成長，鑑於成長之迅速，公賣局即決定進行臺灣北部建國啤酒廠的擴建以及中部增建一座新啤酒廠以應付逐漸擴大的啤酒需求量。
然而後續因建國啤酒廠及中部烏日啤酒廠因廠區限制無法擴建增加產能，公賣局逐決定於南部尋覓適當廠址來興建啤酒生產工廠。經尋找臺南、高雄以及屏東地區後，公賣局認為臺南縣善化鎮（今臺南市善化區）鄰近臺1線縱貫公路、鎮內多為農田，用地單純，以及鄰近灌溉用水圳水源取得容易，加上當時的善化鎮鎮長與鎮民代表極力支持公賣局進駐設廠。
因此公賣局決議於臺南縣善化鎮興建成功啤酒廠。1972年7月公賣局率先派員前往西歐各國之現代化啤酒生產工廠進行考察，了解生產設備之概況與生產技術上的問題。1973年12月成功啤酒廠正式動工，歷經2年施工於1975年12月完工開始生產啤酒，年總生產量為啤酒700萬打，總投資金額為新臺幣10億7千萬元。
1980年公賣局因應啤酒供應市場持續擴大之需求進行成功啤酒廠二期擴建工程，並引進新的啤酒釀製技術，於1984年完工投產，爾後第三度擴建後，年總生產量到達啤酒2,700萬打。2002年7月配合臺灣省菸酒公賣局改制為臺灣菸酒公司，成功啤酒廠改名為善化啤酒廠，全名改為「臺灣菸酒股份有限公司善化啤酒廠」。
2004年，配合臺南縣政府推動文化創意產業，善化啤酒廠經營方向改變，增設啤酒文化園區供遊客來訪參觀，成為臺灣第一座以啤酒為主題的觀光酒廠。2011年善化啤酒廠榮獲工業技術研究院民國100年度節約能源績優優等獎。2017年7月8日，善化啤酒廠停辦6年的啤酒節重新舉辦。

## 生產設備

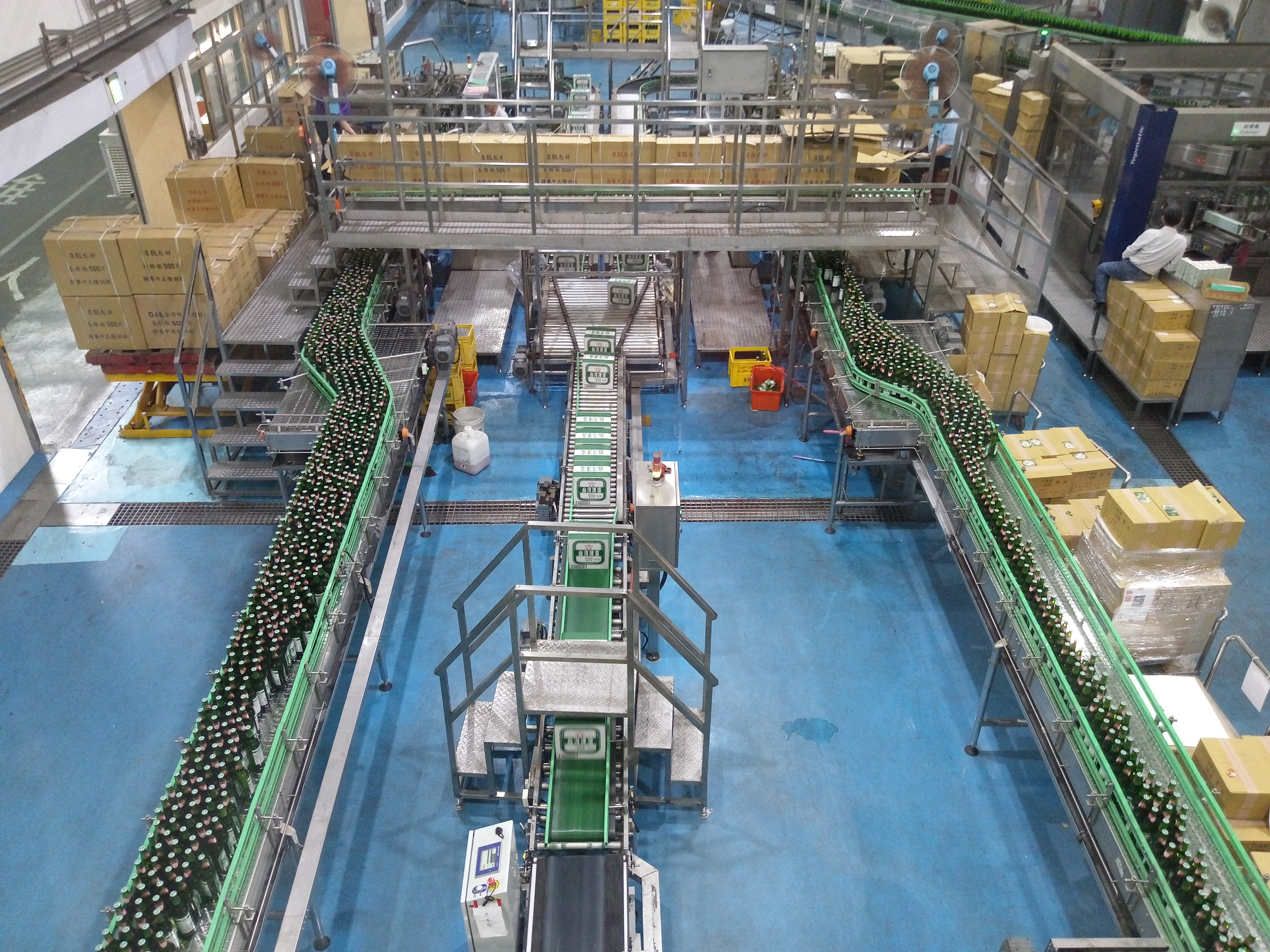
善化啤酒廠包裝工廠生產線

善化啤酒廠當前廠房總建築面積為39,206坪，廠內設備包含兩座麥芽工廠、糖化設備三套、1,000公石室內發酵槽26座、1,500公石室內儲酒槽104座、5,600 公石屋外發酵儲酒單一槽30座、瓶裝啤酒包裝機3套、罐裝啤酒包裝機2套、40公升生啤酒包裝機1套、變電所一座，以及汙水處理場1座。

## 生產項目
善化啤酒廠主要生產臺灣菸酒公司出產之罐裝0.33公升與0.5公升臺灣啤酒、金牌臺灣啤酒，瓶裝0.6公升臺灣啤酒、金牌臺灣啤酒、18天臺灣生啤酒，以及40公升桶裝臺灣生啤酒等8項啤酒產品。

## 交通方式
- 臺鐵善化車站轉乘大台南公車橘幹線往玉井方向即可抵達。

## 外部連結
- 臺灣菸酒股份有限公司-善化啤酒廠 （页面存档备份，存于）